# The Bigs
The Bigs és un videojoc de beisbol amb un estil arcade que va ser llançat per la Wii, Xbox 360, PlayStation 2, PlayStation 3 i PlayStation Portable. El videojoc té un bon mode en línia de fins a 4 jugadors per partit, però aquesta opció no està disponible per la Wii. Va ser llançat el 26 de juny del 2007. També hi ha en el mode Carrera, "Create-a-Rookie", que el jugador ha de crear un jugador de beisbol de la categoria Rookie per a ser al capdamunt del Hall of Famer.
El primer base del St. Louis Cardinals, l'Albert Pujols, és el jugador de la portada. Es va llançar una versió limitada a les botigues de Future Shop i Best Buy, que hi ha el primer base dels Minnesota Twins, en Justin Morneau, a la coberta.
La ràdio és feta per Damon Bruce a play-by-play.

## Banda sonora
La banda sonora inclou els següents artistes i cançons:
- "The Memory Will Never Die" - Default
- "Famous" - Puddle of Mudd
- "Hit Me Up" - Gia Farrell
- "Plush" - Stone Temple Pilots
- "Nearly Lost You" - Screaming Trees
- "Oceans Size" - Jane's Addiction
- "Millennium" - Killing Joke
- "Tearing" - Rollins Band
- "More Human than Human" - White Zombie
- "Dreamworld" - Midnight Oil
- "Hung Out to Dry" - Fu Manchu
- "Ace of Spades" - Motörhead
- "Down on the Street" - The Stooges
- "Jerry Was a Racecar Driver" - Primus
- "Somebody" - Blue October
- "Insanity Rains" - Satellite Party
- "Satisfied" - Highbench